# Thượng Cao
Thượng Cao (chữ Hán giản thể:上高县, âm Hán Việt: Thượng Cao huyện) là một huyện thuộc địa cấp thị Nghi Xuân, tỉnh Giang Tây, Cộng hòa Nhân dân Trung Hoa. Huyện này có diện tích 1350 ki-lô-mét vuông, dân số 337.000 người. Mã số bưu chính của huyện Thượng Cao là 336400, mã vùng điện thoại là 0795. Chính quyền huyện đóng ở nhai đạo Ngao Dương. 

## Hành chính
Huyện Thượng Cao được chia ra làm 15 đơn vị hành chính cấp hương, gồm 1 nhai đạo, 9 trấn và 5 hương. Ngoài ra huyện này còn quản lí 2 đơn vị tương đương cấp hương khác
- Nhai đạo: Ngao Dương (敖阳街道)
- Trấn: Điền Tâm (田心镇), Từ Gia Độ (徐家渡镇), Cẩm Giang (锦江镇), Tứ Khê (泗溪镇), Hàn Đường (翰堂镇), Nam Cảng (南港镇), Ngao Sơn (敖山镇), Tân Giới Phụ (新界埠镇), Mông Sơn (蒙山镇)
- Hương: Lư Châu (芦洲乡), Tháp Hạ (塔下乡), Trấn Độ (镇渡乡), Dã Thị (野市乡), Mặc Sơn (墨山乡)

Đơn vị ngang cấp hương khác
- Khu công nghiệp huyện Thượng Cao (上高县工业园区)
- Lâm trường Thượng Cam Sơn (上甘山林场)